# Єврейський цвинтар (Старий Самбір)
Староса́мбірський євре́йський цви́нтар — один з найстаріших в Україні єврейський цвинтар (кіркут).
Розташований біля південної околиці міста Старого Самбора (Львівська область), на частково залісненому схилі пагорба, при автошляху Н13 Старий Самбір — Турка.
Цвинтар виник у середині XVI ст. Ховали на ньому мешканців Старого Самбора єврейської національності. Колись у місті була досить велика і квітуча єврейська громада, члени якої займались переважно торгівлею. У місті вони мали свої крамниці, невеликі промислові підприємства, побудували синагогу. Громада проіснувала понад 400 років і була знищена гітлерівськими окупантами під час Другої світової війни.
Цвинтар був відреставрований у 1998—2001 роках за ініціативою і на кошти уродженця Старого Самбора Джека Ґарднера. Відновлено близько 900 надгробків, деякі з них мають 200—300 років. Цвинтар відділили від дороги невисоким муром. Крім того, при вході було споруджено пам'ятник.
Пам'ятник і цвинтар занесені до 15 наукових центрів та музеїв юдаїки.

## Світлини

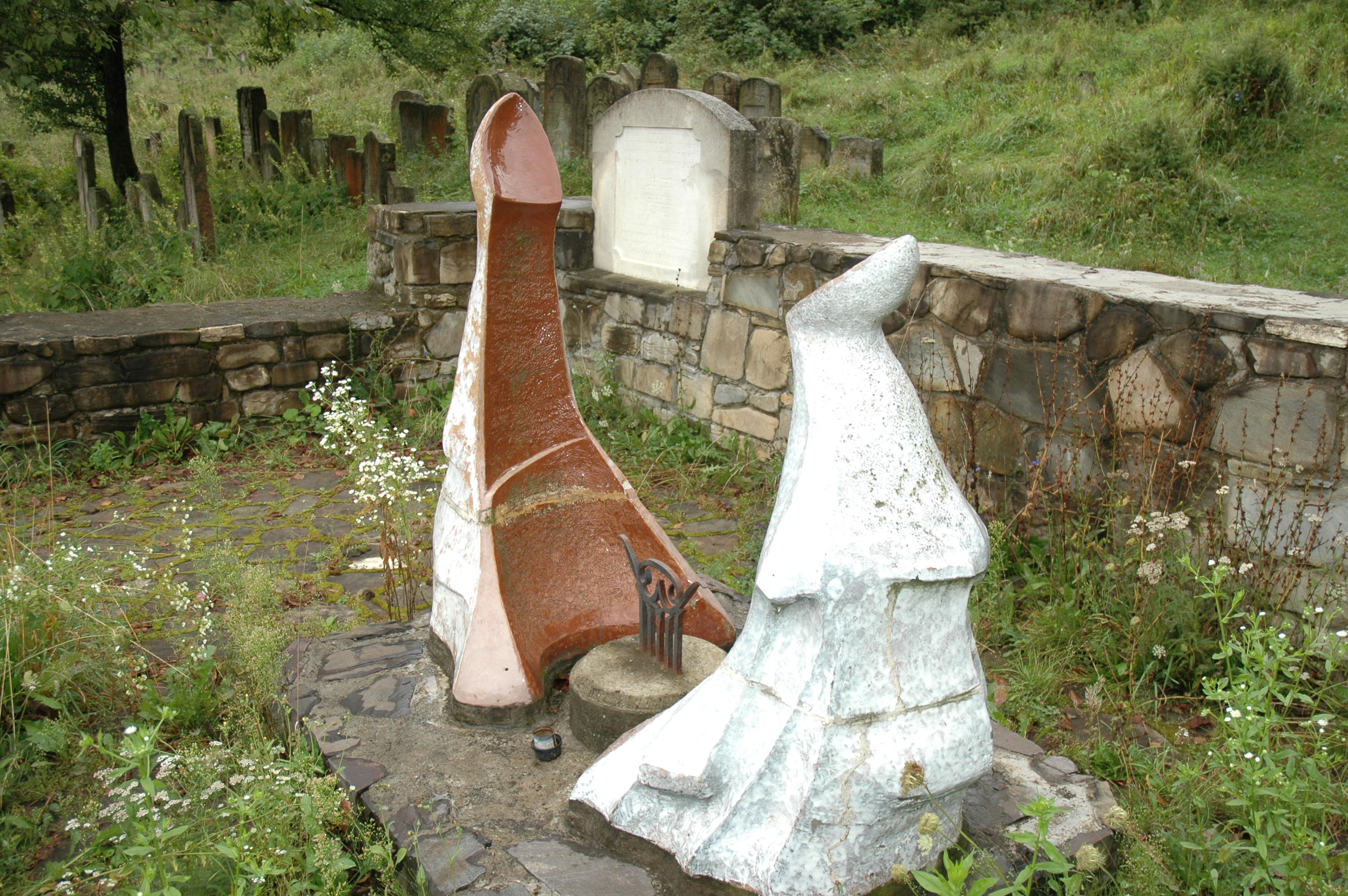
Пам'ятник при вході на цвинтар
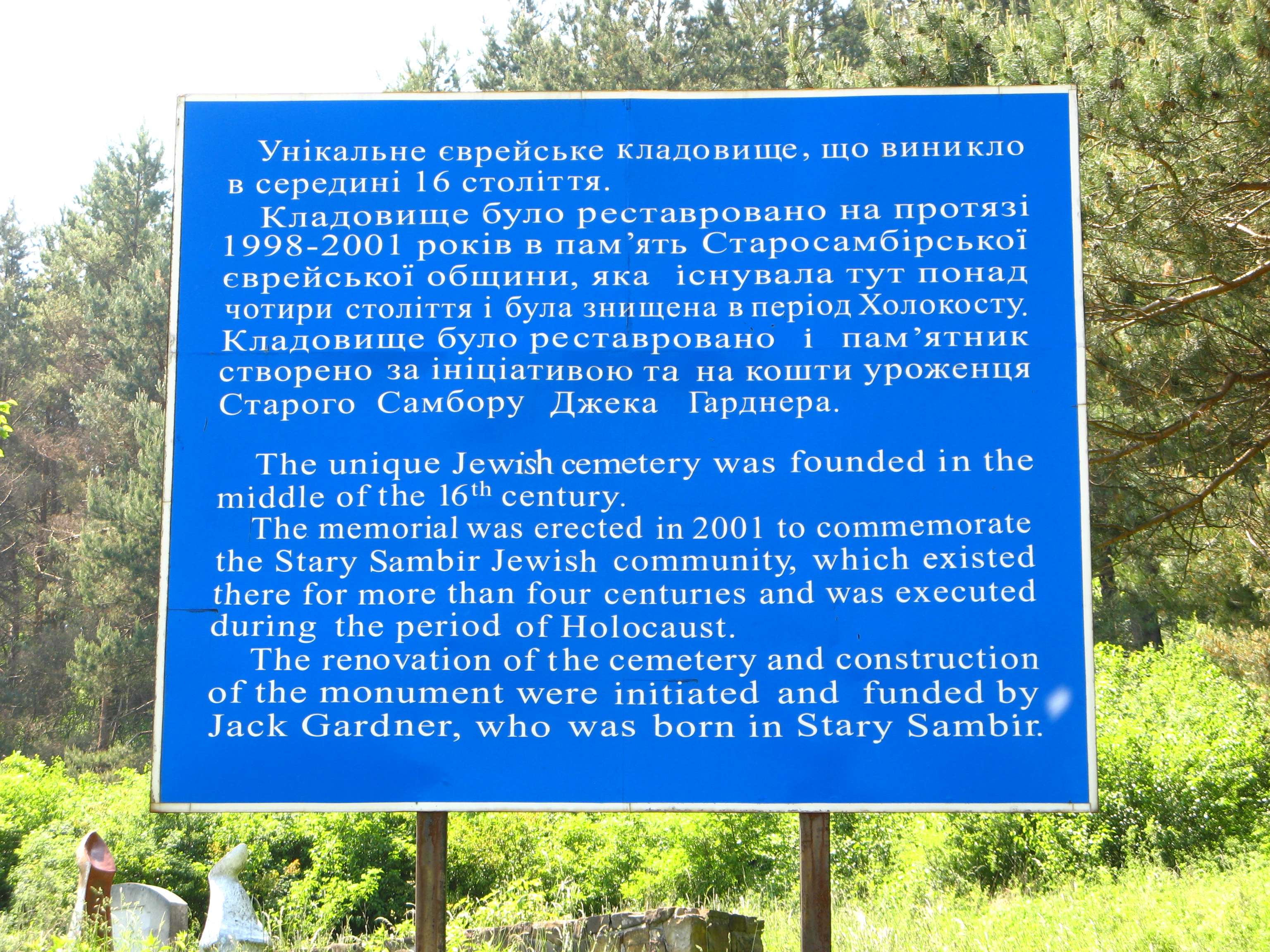
Інформаційна таблиця
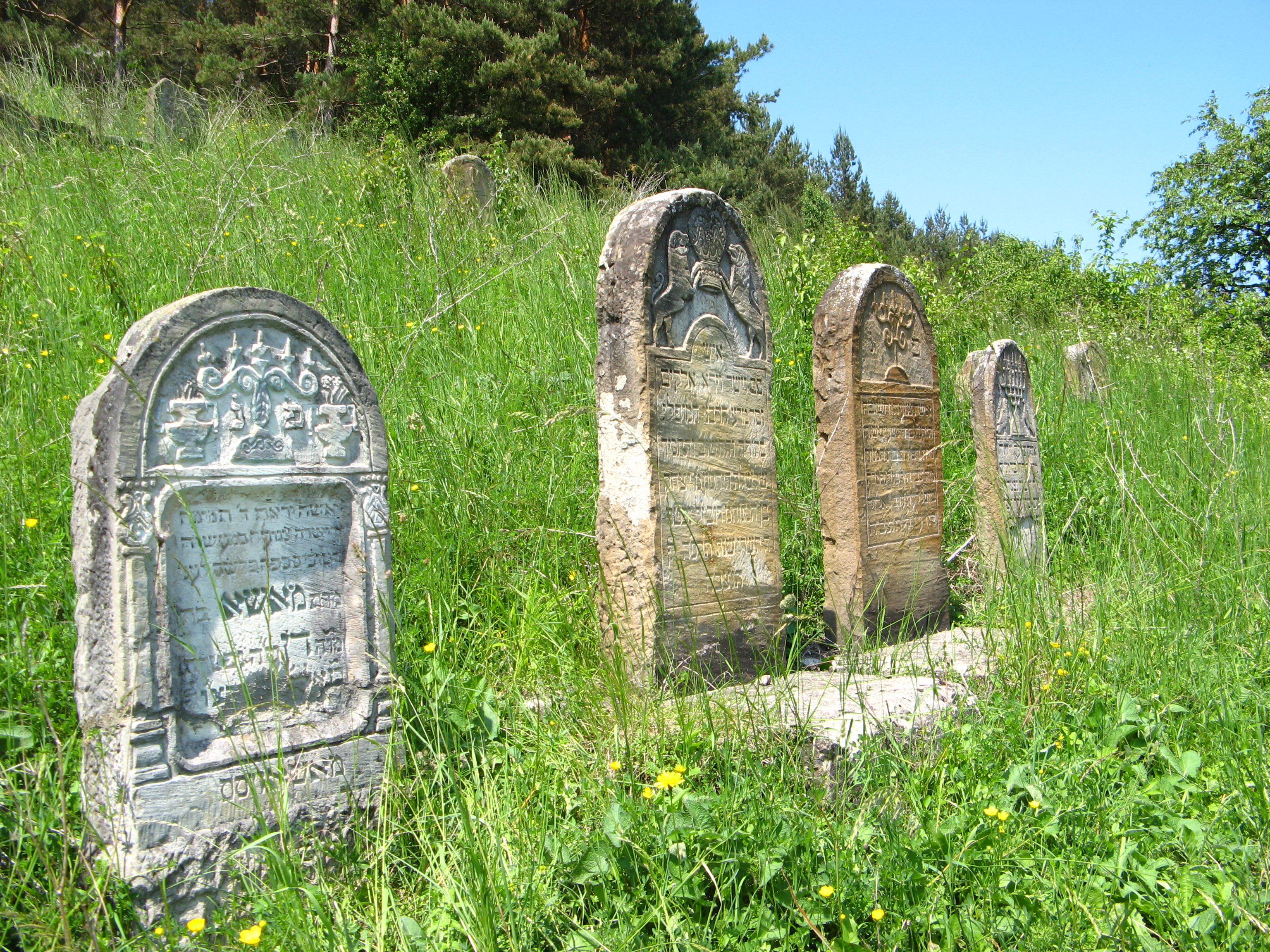
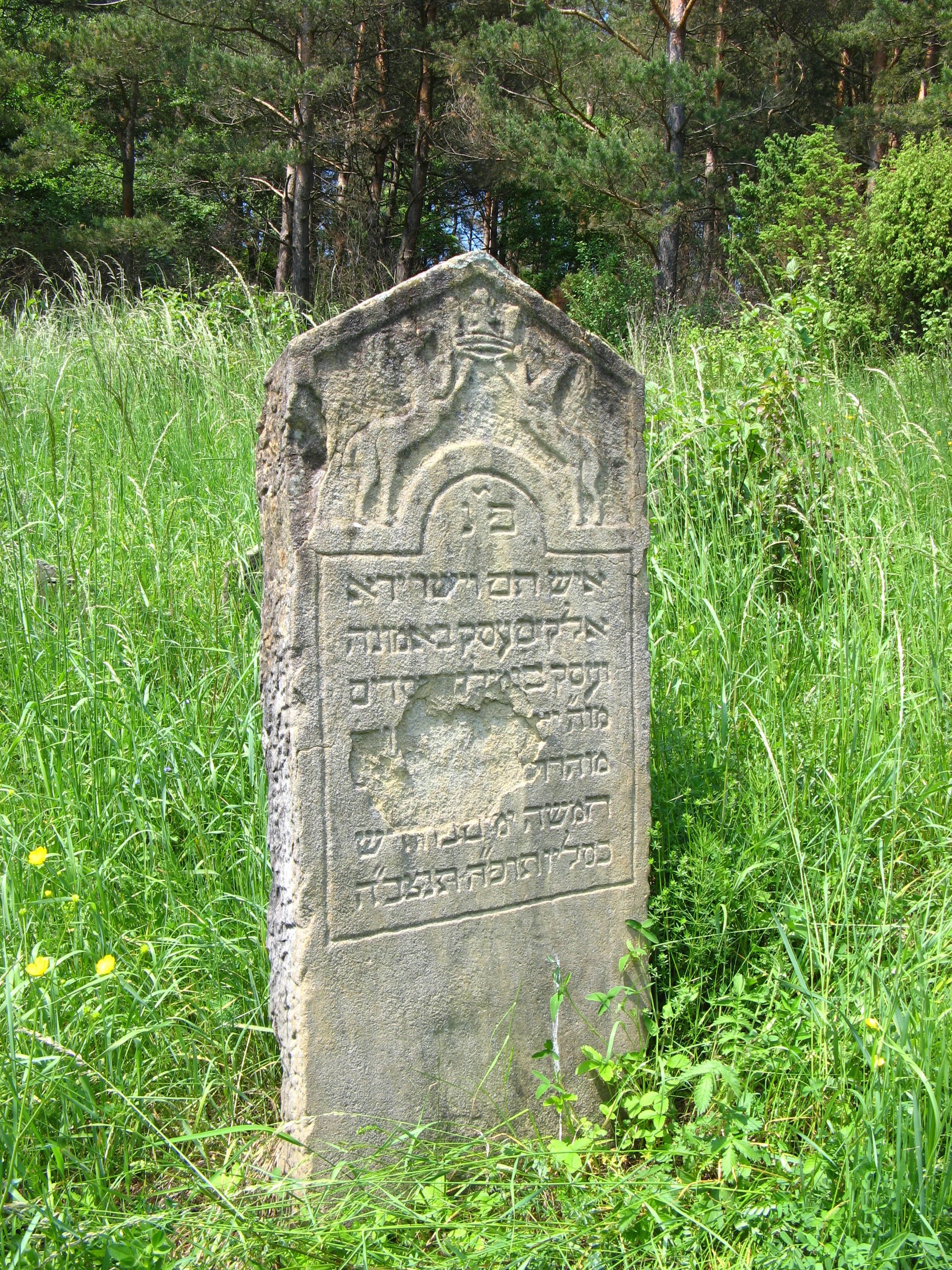